# Filcas (equip ciclista)
L'equip Filcas va ser un equip ciclista italià, de ciclisme en ruta que va competir el 1974.

## Principals resultats

### A les grans voltes
- Giro d'Itàlia
  - 1 participacions (1974)
  - 1 victòries d'etapa:
    - 1 el 1974: Wilfried Reybrouck

  - 0 classificació finals:
  - 0 Classificacions secundàries:

- Tour de França
  - 0 participacions

- Volta a Espanya
  - 0 participacions